# Asch-Schuʿiyya
asch-Schuʿiyya (arabisch الشوعية, DMG aš-Šūʿīya) ist ein Dorf mit 472 Einwohnern (Stand: Zensus von 2020) im Sultanat Oman. Es liegt im Gebiet der Wilaya Yanqul innerhalb des Gouvernements az-Zahira.